# 核磁気共鳴量子コンピュータ
核磁気共鳴量子コンピュータ(英: Nuclear magnetic resonance quantum computer NMRQC)とは核磁気共鳴現象を応用した量子コンピュータ

## 概要
様々な量子効果を応用した量子コンピュータが提案されているが、本方式もその一形式で核磁気共鳴現象を応用することにより量子計算する。

## 原理
核磁気共鳴(NMR)現象は核磁気共鳴分光計で長年使用されてきた実績があり、その技術を応用することで量子演算を実現する。強磁場中に原子を保持して共鳴する高周波パルスを印可することによって個別の周波数の核スピンを制御することで1キュビットを得る。測定はキュビットの集団の試料溶液の周囲に配置された誘導コイルを利用して誘起された電流の観測で行う。

## 課題
原理自体は比較的単純で実現しやすいものの、強磁場を使用するため、個々の核スピンの集積化が困難でスケールアップに問題を抱える。

## 参考
- Gershenfeld, Neil, and Isaac L. Chuang. "液体で実現する量子コンピュータ." 日経サイエンス 28.9 (1998): 62-72.
- 山階克久, 北川勝浩. "27a-YQ-4 NMR 量子計算による FFT." 日本物理学会講演概要集 53.2. 2. 一般社団法人 日本物理学会, 1998.
- 竹内繁樹. "21 世紀, 量子猫は計算をするか?." 日本物理学会誌 54.4 (1999): 263-273.
- 竹内繁樹, 井須俊郎. "量子計算の実現に向けて." 応用物理 68.9 (1999): 1038-1041.
- 芝田浩, 西野哲朗. "NMR 量子計算による数え上げ問題の解法." 電子情報通信学会技術研究報告. COMP, コンピュテーション 99.724 (2000): 143-150.
- 鄭実生, et al. "NMR による量子コンピュータ実験: クロロホルム分子を用いた量子コンピュータ実験." 岡山理科大学紀要. A, 自然科学 38 (2002): 77-84.
- 西野哲朗. "量子計算と量子コンピュータ." 総合講演・企画特別講演アブストラクト 2003.Spring-Meeting (2003): 50-54.
- 桃崎太郎, et al. "リン化合物による NMR 量子情報処理." 基礎有機化学討論会要旨集 (基礎有機化学連合討論会予稿集) 第 18 回基礎有機化学連合討論会. 基礎有機化学会 (基礎有機化学連合討論会), 2006.
- 後藤由人, et al. "26aRF-9 液体状態 NMR 量子計算機での 2 重ループ法による幾何学的量子計算の実装 (量子エレクトロニクス (量子情報), 領域 1, 原子・分子, 量子エレクトロニクス, 放射線物理)." 日本物理学会講演概要集 63.1. 2. 一般社団法人 日本物理学会, 2008.